# Littérature du IIIe siècle
Littérature du Ier siècle - Littérature du IIe siècle - Littérature du IIIe siècle - Littérature du IVe siècle - Littérature du Ve siècle

## Événements
- IIIe siècle : fin du troisième Sangam ou troisième académie de Madurai des poètes et érudits tamouls (selon la tradition)[1].

- Vers 230-240 : Ammonios Saccas renouvelle la philosophie grecque ancienne en créant le néoplatonisme. Il est le maître de Plotin à Alexandrie de 232 à 243, fondateur de l'École néoplatonicienne de Rome[2].

- 243-244 : le philosophe Plotin rejoint la suite de Gordien III à Antioche pour l'accompagner dans sa campagne contre les Perses, dans l'intention de découvrir les philosophies orientales et indiennes[2].

- 246 : Plotin fonde l'école néoplatonicienne de Rome[2]. Il forme Amelius et Porphyre de Tyr (arrivé à Rome en 263)[3].

- Apparition en Égypte de l'écriture copte, dérivée du démotique et, majoritairement, de lettres empruntées à l'alphabet grec[4].
- Apparition des écritures commune et onciale à Rome[5].

## Œuvres majeures
- Vers 200-250 : la Didascalie des apôtres, composée en grec par un évêque, en Syrie (Antioche ?) dans la première moitié du IIIe siècle. Il ne reste qu'un bref fragment grec et des traductions latine, syriaque, arabe, éthiopienne et des citations d'Épiphane. Impossible de reconstituer le texte original. On trouve l'essentiel de la documentation dans un ouvrage intitulé Les Constitutions Apostoliques[6].

- 254-270 : les Ennéades, ensemble de traités philosophiques de Plotin[3].
- Vers 245 : Origène publie les Hexaples, réunissant six versions de l'Ancien Testament, ouvrage sur lequel il a travaillé pendant près de trente ans (215-245)[7].
- Vers 248 : Contre Celse, d’Origène, réfutation du Alèthès logos (discours vrais) du polémiste antichrétien Celse qui vivait sous Marc Aurèle. Ce dernier reproche aux chrétiens de s’adonner à la superstition et de faire sécession dans l’État[8].
- 268-270 :  Isagogè (Introduction aux Catégories d'Aristote), ouvrage de logique de Porphyre de Tyr[9].
- Vers 270 : « Contre les chrétiens », traité en quinze livres du philosophe néoplatonicien Porphyre de Tyr[10].

- IIIe – IVe siècle :
  - l’épopée indienne du Mahabharata trouve sa forme définitive[11].
  - Les Éthiopiques, roman grec d'Héliodore d'Émèse[12].

- IVe siècle : Art Rhétorique, traité de rhétorique de Longin (213-273)[13].

## Naissances
- 205 à Lycopolis, Plotin, philosophe romain de l'Antiquité tardive.
- 213 en Syrie, Longin, philosophe et rhéteur grec.
- entre 216 et 226 en Toscane, Amelius, philosophe romain.
- 234 à Tyr, Porphyre de Tyr, philosophe.
- avant 240 à Sicca Veneria, Arnobe l'ancien, écrivain, rhéteur et théologien numide.
- vers 250, Lactance, rhéteur numide.
- vers 250 à Béryte, Pamphile de Césarée, évêque de Césarée et théologien.
- vers 265 à (?), Eusèbe de Césarée, évêque de Césarée, écrivain, théologien et apologète.

## Décès
- vers 235 à Rome, Claude Élien, historien et orateur romain de langue grecque.
- 253 à Tyr : Origène, théologien chrétien grec.
- 270 à Naples : Plotin, philosophe romain de l'Antiquité tardive.
- 273 à Palmyre : Longin, philosophe et rhéteur grec.
- entre 290 et 300 à Apamée, Amelius, philosophe romain.